# (4634) Shibuya
(4634) Shibuya est un astéroïde de la ceinture principale.

## Description
(4634) Shibuya est un astéroïde de la ceinture principale. Il fut découvert le 16 janvier 1988 à Kobuchizawa par Masaru Inoue et Osamu Muramatsu. Il présente une orbite caractérisée par un demi-grand axe de 2,42 UA, une excentricité de 0,03 et une inclinaison de 5,8° par rapport à l'écliptique.

## Compléments